# Чікка Девараджа
Чікка Девараджа — вадіярський правитель Майсуру від 1673 до 1704 року.

## Правління
За часів його правління Майсур значно розширив свої володіння, а також отримав визнання з боку імперії Великих Моголів. У той період військова влада була централізована й сягнула безпрецедентного для регіону рівня.